# Gravetat induïda
La gravetat induïda (o gravetat emergent) és una idea de la gravetat quàntica que la curvatura de l'espai-temps i la seva dinàmica sorgeixen com una aproximació de camp mitjà dels graus de llibertat microscòpics subjacents, similar a l'aproximació de la mecànica de fluids dels condensats de Bose-Einstein. El concepte va ser proposat originalment per Andrei Sakharov el 1967.

## Visió general
Sakharov va observar que molts sistemes de matèria condensada donen lloc a fenòmens emergents que són anàlegs a la relativitat general. Per exemple, els defectes del cristall poden semblar curvatura i torsió en un espai-temps d'Einstein-Cartan. Això permet crear una teoria de la gravetat amb torsió a partir d'un model cristal·lí mundial de l'espai-temps en el qual l'espai de la xarxa és de l'ordre d'una longitud de Planck. La idea de Sakharov era començar amb una varietat pseudo-riemanniana de fons arbitrari (en els tractaments moderns, possiblement amb torsió) i introduir-hi camps quàntics (matèria) però no introduir cap dinàmica gravitatòria explícitament. Això dóna lloc a una acció eficaç que a l'ordre d'un sol bucle conté l'acció d'Einstein-Hilbert amb una constant cosmològica. En altres paraules, la relativitat general sorgeix com una propietat emergent dels camps de matèria i no es posa a mà. D'altra banda, aquests models solen predir grans constants cosmològiques.
Alguns argumenten que els models particulars proposats per Sakharov i altres han estat demostrats impossibles pel teorema de Weinberg-Witten.
Tanmateix, els models amb gravetat emergent són possibles sempre que altres coses, com les dimensions de l'espai-temps, sorgeixin juntament amb la gravetat. Els desenvolupaments de la correspondència AdS/CFT després de 1997 suggereixen que els graus de llibertat microfísics de la gravetat induïda podrien ser radicalment diferents. L'espai-temps a granel sorgeix com un fenomen emergent dels graus quàntics de llibertat que s'entrellacen i viuen al límit de l'espai-temps.
Segons alguns investigadors destacats de la gravetat emergent (com Mark Van Raamsdonk), l'espai-temps està construït per entrellaçament quàntic. Això implica que l'entrellat quàntic és la propietat fonamental que dóna lloc a l'espai-temps. El 1995, Jacobson va demostrar que les equacions de camp d'Einstein es poden derivar de la primera llei de la termodinàmica aplicada als horitzons locals de Rindler. Thanu Padmanabhan i Erik Verlinde exploren els vincles entre la gravetat i l'entropia, Verlinde és conegut per una proposta de gravetat entròpica. L'equació d'Einstein per a la gravetat pot sorgir de la primera llei de l'entrellat. En la proposta de "grafit quàntica" de Konopka, Markopoulu-Kalamara, Severini i Smolin, els graus fonamentals de llibertat existeixen en un gràfic dinàmic que és inicialment complet, i una estructura de gelosia espacial eficaç emergeix en el límit de baixa temperatura.